# René Vietto
René Vietto (Le Cannet, 17 februari 1914 - Bollène, 14 oktober 1988) was een Franse wielrenner. Hij werd geboren in Le Cannet, een voorstad van Cannes.
In de Tour de France van 1934 kreeg een kleine onbekende wielrenner uit Cannes, voormalig piccolo in een casino in Cannes, die luisterde naar de naam René Vietto, opeens vleugels in de bergen. Hij was voorbereid op de wegen in de Alpen en won met gemak op de steilste bergkammen. De ster van deze jonge, gebruinde kampioen die graag zweeg, bleef na iedere bergbeklimming stijgen.
Deze ster bereikte zijn hoogtepunt toen hij in de Pyreneeën vastberaden stopte en zijn wiel aan Antonin Magne gaf, zijn leider die een beschadigd wiel had opgelopen. Dit gebaar, dat getuigde van een oneindige waardigheid, deed heel Frankrijk huilen. Door het beeld van deze twintigjarige knul die zijn eigen kansen om de Tour de France te winnen opofferde, verdubbelde zijn populariteit.
De jonge Vietto is dus twintig jaar als hij aan de start van zijn eerste Tour de France verschijnt. Vergeleken met mannen als Antonin Magne, Georges Speicher en Roger Lapébie, legt hij niet veel gewicht in de schaal. Hij laat zien wat hij kan in de cols, maar dat is niet verrassend. Was hij niet juist geselecteerd vanwege zijn kwaliteiten in de bergen? Hij had zojuist de Grand Prix Wolber gewonnen, en daardoor mocht men aannemen dat het moment voor hem was aangebroken om het op te nemen tegen de 'groten'.
Enkele dagen later wint hij de twee grote etappes in de Alpen: Aix-les-Bains-Grenoble, via de Galibier, en Gap-Digne, via de col van Vars en de col van Allos. Sommige columnisten wijzen er dan al op dat dit 'joch' zich weleens zou kunnen ontpoppen als de zuiverste klimmer die de Franse wielersport ooit gekend heeft.
Helaas zal René Vietto nooit de Grande Boucle winnen. In 1939 wordt de man uit Cannes, die de gele trui draagt die hij in Lorient heeft gewonnen aan het begin van de wedstrijd, in zijn favoriete gebied, hoog in de bergen, gelost door de Belg Sylvère Maes. Hij is niet langer de gevleugelde klimmer van weleer. En dan breekt de oorlog uit.
In 1947, als de tweede helft van de Tour wordt hervat, is Vietto nog steeds de lieveling van het Franse publiek. Ondanks al die roerige jaren is men hem niet vergeten. Het sportieve deel van de Fransen wil dat hij wint. Vietto, die wil laten zien dat zijn kwaliteiten nog steeds dezelfde zijn, zet vanaf de tweede etappe de aanval in, tijdens de doorkruising van Valenciennes. Wanneer de klimmer uit Cannes een moment wordt vergezeld door een paar concurrenten, maar zich nog lang niet op zijn terrein bevindt, laat hij de pion van de Belgen promoveren. Men brult van 'zelfmoord van het Franse team' en 'de gekte van Vietto'. En een gekte is het zeker. Op tachtig kilometer van de finish in Brussel is hij alleen en besluit hij om tot het einde door te gaan. Met als resultaat de overwinning en de gele trui.
Twee dagen voor het einde van de ronde raakt hij die kwijt. Er was een 139 kilometer lange tijdrit, die dwars door Bretagne voerde, van Vannes naar Saint-Brieuc, voor nodig om hem ten val te brengen.
'René werd niet meer begrepen', schreef Abel Micheéa in l'Humanité. 'Hij was de enige die het begreep. En op de weg, als hij alleen was met zijn verdriet, was hij waardig. Het leek wel alsof hij ontglipt was. Hij had zich opgesloten in zijn nederlaag. Hij fietste alsof hij in een andere wereld was. En René huilde om deze Tour de France die hij nooit meer zou winnen. Eén moment kregen we onze René terug. Toen hij zijn fiets naar het hoofd van een collega wilde slingeren die beweerde hem een les in tactiek te geven. "Wat nou tactiek! Twee benen had ik vandaag nodig gehad..."'
René trainde nog een paar jaar op de weg met zijn serene filosofie en vinnige woorden. Toch droeg hij in de zak van zijn gele trui, vlak boven zijn hart, altijd het verdriet van deze 139 kilometer lange tijdrit met zich mee, 'die ze daar speciaal voor mij hadden gepland'.

## Belangrijkste overwinningen
Grand Prix Wolber 1934
Parijs-Nice 1935
Circuit du Midi 1943
Grand Prix de la République 1946
Beste klimmer Tour de France 1934

## Resultaten in voornaamste wedstrijden
| Jaar | Ronde van Italië | Ronde van Frankrijk | Ronde van Spanje |
| ---- | ---------------- | ------------------- | ---------------- |
| 1933 | 22e              |                     |                  |
| 1934 |                  | 5e (4)              |                  |
| 1935 | opgave           | 8e (2)              |                  |
| 1936 |                  | opgave              |                  |
| 1938 |                  | opgave              |                  |
| 1939 |                  | ↑                   |                  |
| 1942 |                  |                     | 14e (2)          |
| 1944 |                  |                     |                  |
| 1947 |                  | 5e (2)              |                  |
| 1948 |                  | 17e                 |                  |
| 1949 |                  | 28e                 |                  |

| Jaar | Milaan-San Remo | Parijs-Roubaix | Luik-Bast.‑Luik | Ronde van Lombardije |
| ---- | --------------- | -------------- | --------------- | -------------------- |
| 1933 | 13e             |                |                 |                      |
| 1934 |                 |                |                 | 5e                   |
| 1935 |                 | 4e             |                 |                      |
| 1936 |                 |                | 36e             |                      |
| 1938 |                 |                |                 |                      |
| 1939 |                 |                |                 |                      |
| 1942 |                 |                |                 |                      |
| 1944 |                 | 53e            |                 |                      |
| 1947 |                 |                |                 |                      |
| 1948 |                 | 32e            |                 |                      |
| 1949 |                 |                |                 |                      |
| 1950 |                 |                |                 |                      |
| 1951 | 75e             |                |                 |                      |

- Bibliothèque nationale de France: cb11965073h (data)
- International Standard Name Identifier: 0000 0001 3989 8848
- Système universitaire de documentation: 027655148
- Virtual International Authority File: 193713617